# 劉焱 (香港)
劉焱，JP（1968年6月5日—），現任勞工及福利局常任秘書長，曾任候任行政長官辦公室秘書長、行政長官辦公室常任秘書長、財經事務及庫務局常任秘書長。

## 簡歷
劉焱在1990年取得香港大學社會科學學士學位，曾在多個決策局及部門服務，包括前金融科、前布政司辦公室、前中央政策組、前憲制事務科、前庫務局、政務司司長辦公室、前經濟局、前工商及科技局及食物環境衞生署。她於2010年3月至2012年3月出任財經事務及庫務局副秘書長（庫務），於2012年3月至6月出任候任行政長官辦公室秘書長，並於2012年7月至2017年7月出任行政長官辦公室常任秘書長。

## 榮譽

### 殊勳
- 官守太平紳士（J.P.）（2006年7月1日－）[3]